# Squash-Mannschaftsweltmeisterschaft der Frauen 2000
Die 12. Mannschafts-Weltmeisterschaft der Frauen (englisch 2000 Women's World Team Squash Championships) fand vom 17. bis 25. November 2000 in Sheffield im Vereinigten Königreich statt. Insgesamt nahmen 21 Mannschaften teil.
Nach vier Titelgewinnen in Folge scheiterte Australien in diesem Jahr im Endspiel an Gastgeber England, das damit seinen fünften Weltmeistertitel gewann. Das Finale endete 2:1 für England. Dritter wurde Neuseeland vor Ägypten, das zum ersten Mal das Halbfinale erreicht hatte. Deutschland belegte den 6. Platz, die Schweiz erreichte Platz 13. Österreich nahm nicht teil.

## Modus
Die teilnehmenden Mannschaften wurden gemäß ihrer Ergebnisse von der letzten Austragung für die Vorrunde in sechs Gruppen gelost. Innerhalb der Gruppen wurde jeweils im Round-Robin-Modus gespielt. Die beiden bestplatzierten Mannschaften jeder Gruppe sowie die vier besten Gruppendritten zogen ins Viertelfinale ein, das im K.-o.-System ausgetragen wurde. Die übrigen Mannschaften spielten die Plätze 17 bis 21 in einer gemeinsamen Gruppe im Round Robin-Modus aus.
Alle Mannschaften bestanden aus mindestens drei und höchstens vier Spielern, die in der Reihenfolge ihrer Spielstärke gemeldet werden mussten. Pro Begegnung wurden drei Einzelpartien bestritten. Eine Mannschaft hatte gewonnen, wenn ihre Spieler zwei der Einzelpartien gewinnen konnten. Die Spielreihenfolge der einzelnen Partien war unabhängig von der Meldereihenfolge der Spieler.

## Ergebnisse

### Vorrunde

#### Gruppe A
| Rang | Land      | Sp. | S | N | Sp.-Diff. | Punkte |
| ---- | --------- | --- | - | - | --------- | ------ |
| 1    | England   | 3   | 3 | 0 | 9:0       | 6      |
| 2    | Hongkong  | 3   | 2 | 1 | 5:4       | 4      |
| 3    | Brasilien | 3   | 1 | 2 | 4:5       | 2      |
| 4    | Italien   | 3   | 0 | 3 | 0:9       | 0      |

| England   | – | Hongkong  | 3:0 |
| England   | – | Brasilien | 3:0 |
| England   | – | Italien   | 3:0 |
| Hongkong  | – | Brasilien | 2:1 |
| Hongkong  | – | Italien   | 3:0 |
| Brasilien | – | Italien   | 3:0 |

#### Gruppe B
| Rang | Land       | Sp. | S | N | Sp.-Diff. | Punkte |
| ---- | ---------- | --- | - | - | --------- | ------ |
| 1    | Australien | 3   | 3 | 0 | 9:0       | 6      |
| 2    | Dänemark   | 3   | 2 | 1 | 5:4       | 4      |
| 3    | Malaysia   | 3   | 1 | 2 | 4:5       | 2      |
| 4    | Wales      | 3   | 0 | 3 | 0:9       | 0      |

| Australien | – | Dänemark | 3:0 |
| Australien | – | Malaysia | 3:0 |
| Australien | – | Wales    | 3:0 |
| Dänemark   | – | Malaysia | 2:1 |
| Dänemark   | – | Wales    | 3:0 |
| Malaysia   | – | Wales    | 3:0 |

#### Gruppe C
| Rang | Land       | Sp. | S | N | Sp.-Diff. | Punkte |
| ---- | ---------- | --- | - | - | --------- | ------ |
| 1    | Neuseeland | 2   | 2 | 0 | 6:0       | 4      |
| 2    | Frankreich | 2   | 1 | 1 | 3:3       | 2      |
| 3    | Spanien    | 2   | 0 | 2 | 0:6       | 0      |

| Neuseeland | – | Frankreich | 2:1 |
| Neuseeland | – | Spanien    | 3:0 |
| Frankreich | – | Spanien    | 3:0 |

#### Gruppe D
| Rang | Land    | Sp. | S | N | Sp.-Diff. | Punkte |
| ---- | ------- | --- | - | - | --------- | ------ |
| 1    | Ägypten | 2   | 2 | 0 | 6:0       | 4      |
| 2    | Kanada  | 2   | 1 | 1 | 3:3       | 2      |
| 3    | Schweiz | 2   | 0 | 2 | 0:6       | 0      |

| Ägypten | – | Kanada  | 3:0 |
| Ägypten | – | Schweiz | 3:0 |
| Kanada  | – | Schweiz | 2:1 |

#### Gruppe E
| Rang | Land        | Sp. | S | N | Sp.-Diff. | Punkte |
| ---- | ----------- | --- | - | - | --------- | ------ |
| 1    | Deutschland | 2   | 2 | 0 | 5:1       | 4      |
| 2    | Niederlande | 2   | 1 | 1 | 4:2       | 2      |
| 3    | Irland      | 2   | 0 | 2 | 0:6       | 0      |

| Deutschland | – | Niederlande | 2:1 |
| Deutschland | – | Irland      | 3:0 |
| Niederlande | – | Irland      | 3:0 |

#### Gruppe F
| Rang | Land               | Sp. | S | N | Sp.-Diff. | Punkte |
| ---- | ------------------ | --- | - | - | --------- | ------ |
| 1    | Südafrika          | 3   | 3 | 0 | 8:1       | 6      |
| 2    | Schottland         | 3   | 2 | 1 | 7:2       | 4      |
| 3    | Vereinigte Staaten | 3   | 1 | 2 | 3:6       | 2      |
| 4    | Japan              | 3   | 0 | 3 | 0:9       | 0      |

| Südafrika          | – | Schottland         | 2:1 |
| Südafrika          | – | Vereinigte Staaten | 3:0 |
| Südafrika          | – | Japan              | 3:0 |
| Schottland         | – | Vereinigte Staaten | 3:0 |
| Schottland         | – | Japan              | 3:0 |
| Vereinigte Staaten | – | Japan              | 3:0 |

### Achtelfinale
| England     | – | Malaysia    | 3:0 |
| Kanada      | – | Niederlande | 2:1 |
| Neuseeland  | – | Hongkong    | 3:0 |
| Südafrika   | – | Brasilien   | 3:0 |
| Deutschland | – | Schweiz     | 2:1 |
| Ägypten     | – | Dänemark    | 2:1 |
| Frankreich  | – | Schottland  | 2:1 |
| Australien  | – | Irland      | 3:0 |

### Viertelfinale
| England    | – | Kanada      | 3:0 |
| Neuseeland | – | Südafrika   | 2:1 |
| Ägypten    | – | Deutschland | 2:1 |
| Australien | – | Frankreich  | 3:0 |

### Halbfinale
| England    | – | Neuseeland | 2:1 |
| Australien | – | Ägypten    | 2:1 |

### Finale
| England                                                        | Finale | Australien                                                        |
| -------------------------------------------------------------- | --- | ----------------------------------------------------------------- |
| Team Linda Charman Tania Bailey Stephanie Brind Rebecca Macree | Datum: 25. November 2000 Ort: Sheffield \| Tania Bailey \| 9:1, 9:0, 9:0 \| Natalie Grinham \| \| Linda Charman \| 5:9, 0:9, 4:9 \| Sarah Fitz-Gerald \| \| Stephanie Brind \| 9:6, 9:4, 0:9, 9:3 \| Robyn Cooper \| Resultat: 2:1 | Team Sarah Fitz-Gerald Natalie Grinham Robyn Cooper Laura Keating |
| Tania Bailey                                                   | 9:1, 9:0, 9:0 | Natalie Grinham                                                   |
| Linda Charman                                                  | 5:9, 0:9, 4:9 | Sarah Fitz-Gerald                                                 |
| Stephanie Brind                                                | 9:6, 9:4, 0:9, 9:3 | Robyn Cooper                                                      |

## Abschlussplatzierungen
| Rang | Mannschaft  |
| 01.  | England     |
| 02.  | Australien  |
| 03.  | Neuseeland  |
| 04.  | Ägypten     |
| 05.  | Südafrika   |
| 06.  | Deutschland |
| 07.  | Kanada      |
| 08.  | Frankreich  |

| Rang | Mannschaft  |
| 09.  | Schottland  |
| 10.  | Hongkong    |
| 11.  | Dänemark    |
| 12.  | Malaysia    |
| 13.  | Schweiz     |
| 14.  | Niederlande |
| 15.  | Irland      |
| 16.  | Brasilien   |

| Rang | Mannschaft         |
| 17.  | Spanien            |
| 18.  | Vereinigte Staaten |
| 19.  | Italien            |
| 20.  | Japan              |
| 21.  | Wales              |